# Lucas Márquez
Lucas Matías Márquez (Paraná, 25 ottobre 1988) è un ex calciatore argentino, di ruolo difensore.

## Caratteristiche tecniche
È una terzino sinistro.

## Carriera
È cresciuto nelle giovanili del Patronato, con cui ha debuttato nel 2007.